# Знак «За военные заслуги»
Знак «За военные заслуги» — награда оккупированной Японской империей части Внутренней Монголии, которая позже переформируется в республику Мэнцзян. Этот знак — единственная военная награда Мэнцзяна. Все знаки произведены в Японской империи. Мастер-создатель эскиза — японец Хинако Дзицудзо.

## Описание награды
Имеет 3 степени.

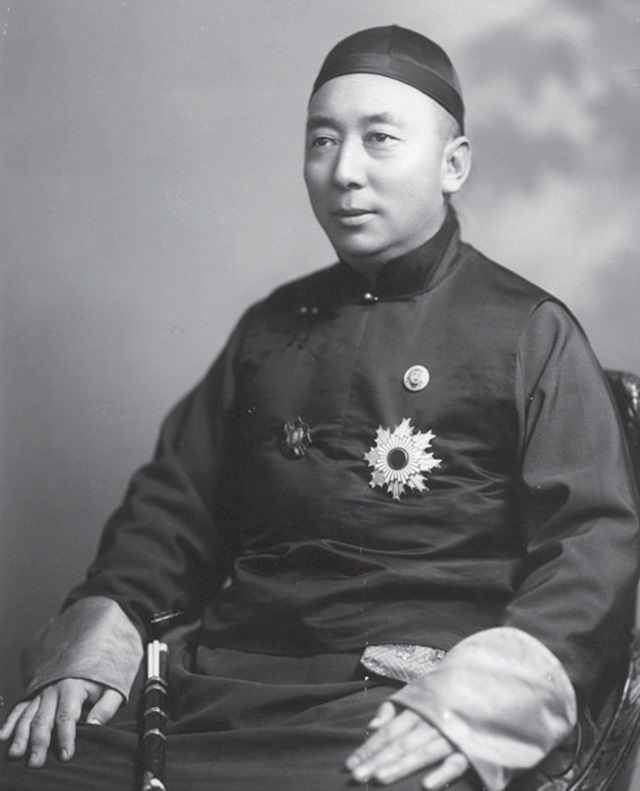
Президент Мэнцзяна Дэ Ван Дэмчигдонров с этим знаком на левой стороне груди.

Первая степень диаметром 48 мм, изготавливалась из позолоченного серебра. Представляет собой крест с заострёнными концами, покрытый красной эмалью. Вторая степень диаметром 42 мм, изготавливалась из позолоченного серебра, но концы креста были покрыты синей эмалью. Третья степень диаметром 38 мм, делалась из серебра без позолоты, на концах креста была синяя эмаль.
На аверсе в центре — бронзовый медальон, на котором изображён Чингисхан. У награды, независимо от степеней, могут отличаться эти медальоны - цветом, или лицом Чингисхана.
В углах, образуемых крестом — орнаментальные украшения, символизирующие эфесы мечей. Некоторые же утверждают, что эти украшения — символ молнии, или же ваджра.
Реверс знака гладкий, имеет надпись на китайском и старомонгольском письме — "Награда за военные заслуги".
Крепится к одежде двумя вертикальными булавками.
Наградной футляр 1 степени сделан из коричневого картона. На его крышке - название награды на монгольском языке. Футляр 2 и 3 степеней сделан из синего картона.

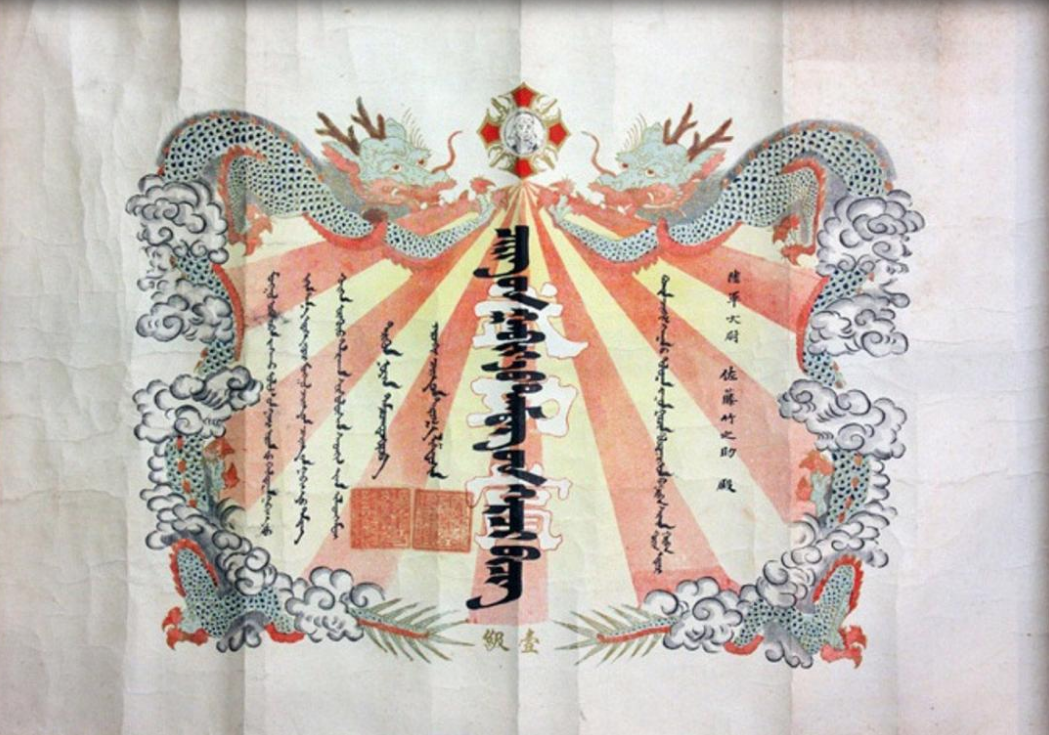
Документ к знаку 1 степени
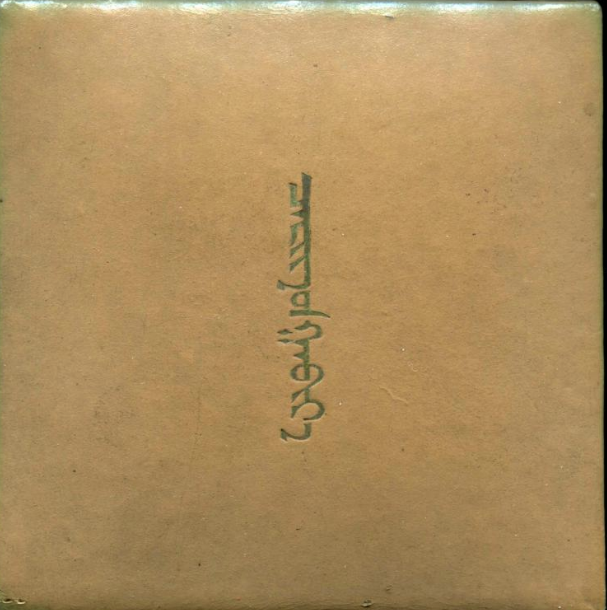
Футляр 1 степени
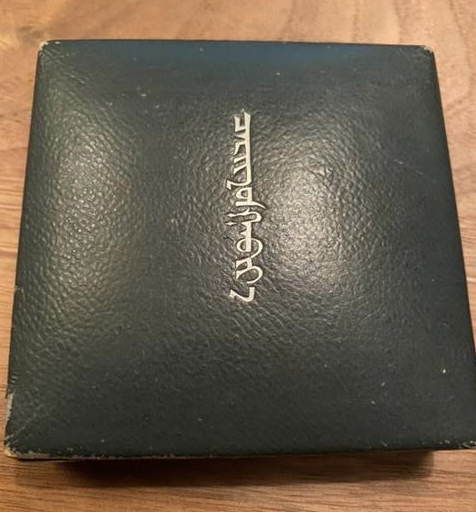
Футляр для 2 и 3 степеней
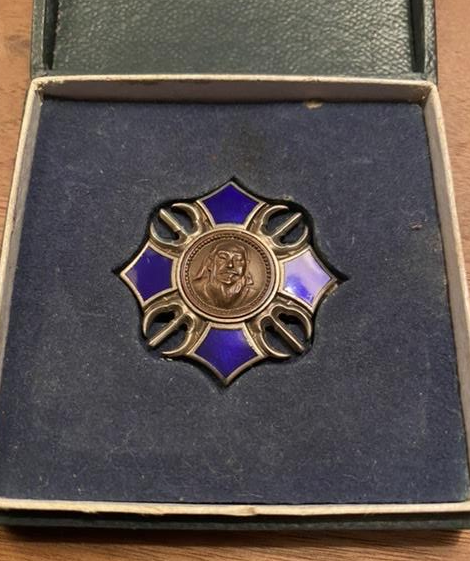
Знак 3 степени в футляре